# 托彭施泰特
托彭施泰特是德国下萨克森州的一个市镇。总面积29.10平方公里，总人口2131人，其中男性1085人，女性1046人（2011年12月31日），人口密度73人/平方公里。